# Friedrich Schiller
Friedrich Schiller, właśc. Johann Christoph Friedrich von Schiller (do otrzymania szlachectwa w 1802 roku Johann Christoph Friedrich Schiller; ur. 10 listopada 1759, zm. 9 maja 1805) – niemiecki poeta, filozof, historyk, estetyk, teoretyk teatru i dramaturg, przedstawiciel tzw. klasyki weimarskiej, autor „Ody do radości”.

## Życiorys

### Dzieciństwo i młodość
Urodził się w Marbach (rejon Stuttgartu) jako syn felczera, Johanna Caspara Schillera i jego żony Elisabethy Dorothei. Dzieciństwo i młodość spędził w ubóstwie, chociaż mógł uczęszczać do szkół. Już w wieku trzynastu lat próbował pisać wiersze i dramaty. Zwróciwszy na siebie uwagę Karola Eugeniusza, księcia Wirtembergii, wstąpił w 1773 r. do Karlsschule Stuttgart, elitarnej akademii wojskowej założonej przez księcia, gdzie podjął studia medyczne i prawnicze, interesując się też dziełami Rousseau i Goethego i dyskutując ze swoimi kolegami szkolnymi klasyczne ideały. Szkołę księcia Karola określano jako „plantację niewolników”. W szkole napisał w wieku osiemnastu lat swoją pierwszą sztukę, „Zbójcy” (Die Räuber) o grupie naiwnych rewolucjonistów i ich tragicznym końcu. Przyniosła mu ona sławę – jak wielką, możemy stwierdzić choćby po przytoczeniu faktu, że określano go mianem „niemieckiego Szekspira”. W 1780 r. otrzymał posadę lekarza pułkowego w Stuttgarcie.
Po pierwszym wykonaniu „Zbójców” w Mannheim, w 1781 r., został aresztowany, zabroniono mu też publikowania jakichkolwiek dalszych prac. Wyjechał wtedy ze Stuttgartu (w przebraniu i pod osłoną nocy oraz bez grosza przy duszy – przez najbliższe kilka tygodni zmuszony był prosić o pomoc finansową przyjaciela, z którym podróżował) i przez Lipsk oraz Drezno dotarł w 1787 r. do Weimaru. W 1786 r. napisał poemat „Oda do radości”, do którego Beethoven skomponował muzykę będącą obecnie hymnem Unii Europejskiej. Swoją wczesną twórczością wpisał się w okres tzw. Burzy i naporu (niem. Sturm und Drang).

### Rodzina i pobyt w Jenie

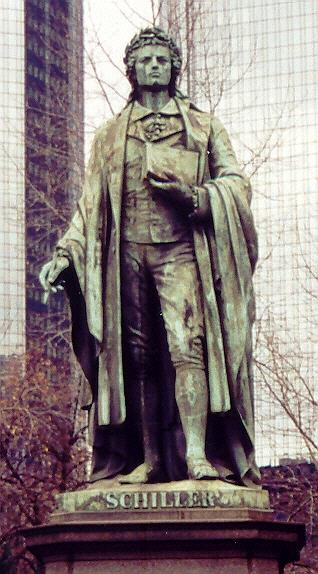
Pomnik Schillera we Frankfurcie nad Menem

W 1789 r. został wykładowcą historii i filozofii w Jenie, gdzie pisał wyłącznie prace historyczne. W 1790 r., 22 lutego poślubił Charlotte von Lengefeld, a już w 1791 r. stan jego zdrowia zaczął się pogarszać. Miał z Charlotte czwórkę dzieci: dwóch synów, Karla i Ernsta, oraz dwie córki, Emilie i Luise.
W 1792 r. otrzymał honorowe obywatelstwo Republiki Francuskiej za rewolucyjne przesłanie „Zbójców” (razem z nim odznaczenie to dostał m.in. Tadeusz Kościuszko). Stosunek Schillera do Wielkiej Rewolucji był niejednoznaczny – z jednej strony nie pochwalał okrucieństwa jakobinów, zaś z drugiej przemawiały do niego ideały buntowników. Ważnym dla niego rokiem był 1797, kiedy to w piśmie literackim „Almanach muz” opublikował (wraz z Goethem – swoim wieloletnim bliskim przyjacielem) ballady, takie jak „Rękawiczka” czy „Rycerz Toggenburg”. Rok wcześniej w tym samym piśmie Schiller i Goethe opublikowali tak zwane „Ksenie”, krótkie, lecz bardzo satyryczne wierszyki o tytułach typu „Filozofowie” czy „Charakter narodowy Niemców”. Odważna tematyka dzieł Schillera spowodowała, że poetę nazwano „piewcą wolności”.

### Powrót do Weimaru i śmierć
W 1799 r. powrócił do Weimaru, gdzie Goethe przekonał go do powrotu do pisania sztuk. Razem z Goethem założył Weimarer Hoftheater, który stał się czołowym teatrem w Niemczech, przyczyniając się do odrodzenia dramatu. W Weimarze pozostał aż do śmierci – zmarł na gruźlicę w wieku zaledwie 45 lat. Pozostawił po sobie niedokończony dramat „Demetrius” oraz ok. 30 pomysłów na sztuki, które zamierzał napisać w przyszłości.

## Inne
Wśród wielbicieli jego dzieł był m.in. Adam Mickiewicz (tłumaczył ballady i inne utwory Schillera). Sam Schiller przetłumaczył na niemiecki parę sztuk – w tym „Makbeta” Szekspira i „Ifigenię w Aulidzie” Eurypidesa.
Thomas Mann w latach 50. wygłosił cykl audycji radiowych o Schillerze; wcześniej (1905), z okazji setnej rocznicy śmierci poety, napisał nowelę Schwere Stunde („Ciężkie godziny”), przedstawiającą tryb życia Schillera w drugiej połowie lat 90. XVIII wieku; trylogia o Wallensteinie jest tam nazwana Leidenswerk („dzieło cierpień”), a sam poeta – jego nazwisko ani imię nie jest wymienione ani razu – snuje się w nocy po domu, kiedy wszyscy już śpią, chory i zmęczony (siebenunddreißig erst alt und schon am Ende – „trzydziestosiedmioletni i już stary, bliski końca”), owładnięty marzeniami o wielkiej, nieśmiertelnej sławie (Gekannt sein, --gekannt und geliebt von den Völkern der Erde! – „być znanym, --znanym i ukochanym przez narody Ziemi!”).
Niektórzy wolnomularze spekulowali, że Schiller należał do masonerii, ale nigdy tego nie udowodniono.
Jedyną znaczącą muzyczną interpretacją jego dzieła – oprócz IX Symfonii Beethovena – była „Nänie” z muzyką Brahmsa. Beethoven tłumaczył to tak, że wiersze Schillera są lepsze niż Goethego (do których wielu kompozytorów, w tym Franz Schubert, napisało muzykę) – a według niego im piękniejsza poezja, tym trudniej skomponować do niej melodię. Warto dodać, że Giuseppe Verdi „przerobił” kilka jego dramatów na opery (Don Carlos, Luiza Miller).

## Dzieła

### Sztuki
- Zbójcy (Die Räuber, 1781)

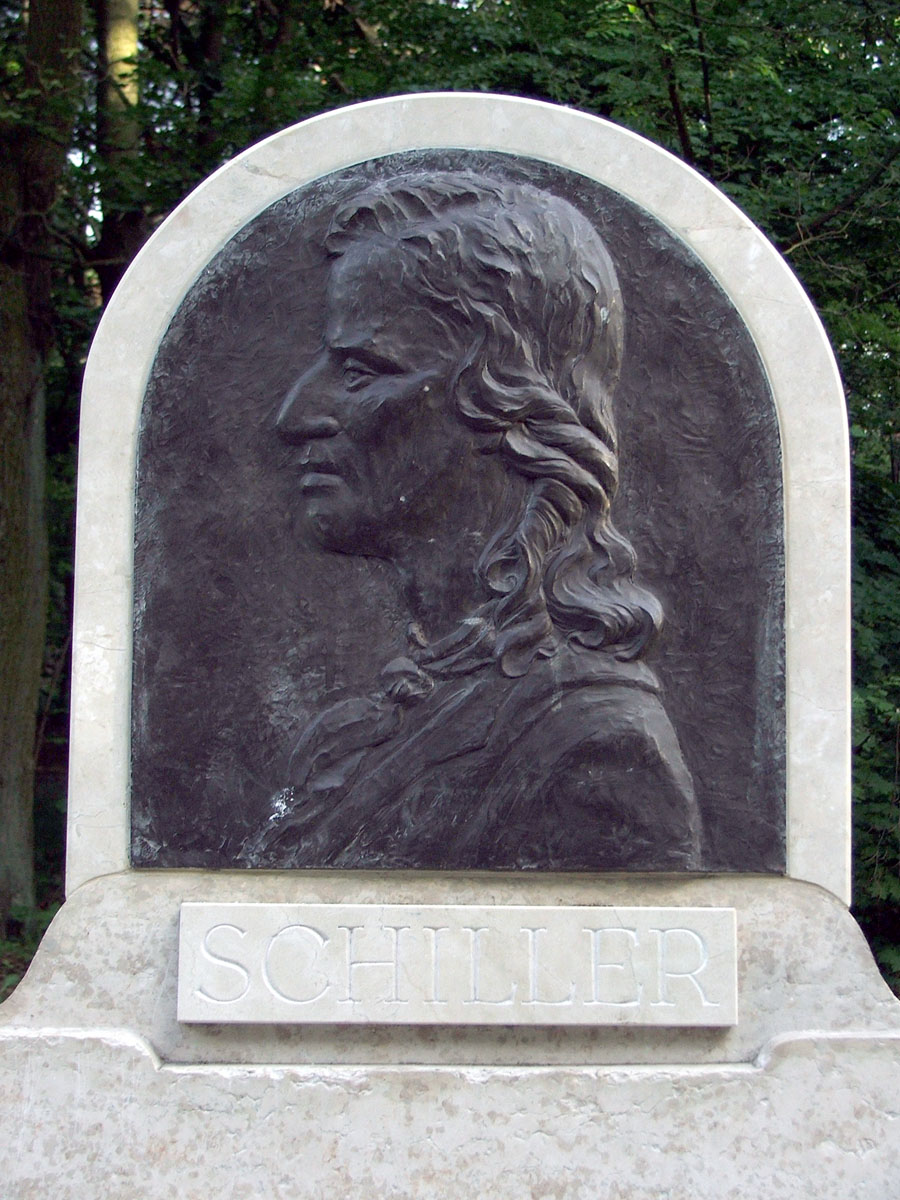
Wizerunek z Ławki Schillera w Toruniu

- Intryga i miłość (Kabale und Liebe, 1783)
- Sprzysiężenie Fieska w Genui(inne języki) (Die Verschwörung des Fiesco zu Genua, 1784)
- Don Carlos (Don Carlos, 1787/88)
- Trylogia o Wallensteinie i wojnie trzydziestoletniej (Wallenstein-Trilogie, 1799)
  - Obóz Wallensteina (Wallensteins Lager)
  - Dwaj Pikkolominowie: Rzecz w pięciu aktach (Die Piccolomini, 1799)
  - Śmierć Wallensteina (Wallensteins Tod)
- Maria Stuart(inne języki) (Maria Stuart, 1800)
- Dziewica Orleańska (Die Jungfrau von Orléans, 1801)
- Oblubienica z Messyny (Die Braut von Messina, 1803)
- Wilhelm Tell (Wilhelm Tell, 1803/04)

- Hołd sztuk (Die Huldigung der Künste)
- Dymitr (sztuka)(inne języki) (Demetrius, niedokończony, 1805)

### Proza
- Przestępca z powodu utraconego honoru (Der Verbrecher aus verlorener Ehre, 1786)
- Spirytualista (Der Geisterseher – fragment, powieść gatunku Geheimbundroman)

### Najbardziej znane wiersze i poematy
- „Oda do radości” (An die Freude)
- „Żurawie Ibika”
- „Pieśń o dzwonie”
- „Rękawiczka”
- „Rezygnacja”
- „Ksenie”

### Pisma filozoficzne
- Teatr jako instytucja moralna (Die Schaubühne als eine moralische Anstalt betrachtet, 1784)
- Über den Grund des Vergnügens an tragischen Gegenständen (1792)
- Augustenburger Briefe (1793)
- O wdzięku i godności (Über Anmut und Würde, 1793)
- Listy Kalliasa (Kallias-Briefe)
- Kallias, czyli O pięknie (Kallias oder Über die Schönheit, 1793)
- Listy o estetycznym wychowaniu człowieka (Über die ästhetische Erziehung des Menschen, 1795)
- O poezji naiwnej i sentymentalnej (Über naive und sentimentalische Dichtung, 1795)
- O patetyczności (Über den Dilettantismus, 1799; razem z Goethe)
- O wzniosłości (Über das Erhabene, 1801)

### Prace historyczne
- Historia wyrwania się Niderlandów spod panowania hiszpańskiego (Geschichte des Abfalls der vereinigten Niederlande von der spanischen Regierung)
- Historia wojny trzydziestoletniej (Geschichte des dreissigjährigen Kriegs)
- O inwazjach barbarzyńców, krzyżowcach i średniowieczu (Über Völkerwanderung, Kreuzzüge und Mittelalter)